# Amparo Acker-Palmer
Amparo Acker-Palmer (Sueca, 10 de setembre de 1968) és una neurocientífica i biòloga molecular, professora de la Universitat Johann Wolfgang Goethe.

## Carrera acadèmica
El 1986 Acker-Palmer va estudiar biologia i bioquímica a la Universitat de València i va obtenir un doctorat. Va fer el seu postgrau al Laboratori Europeu de Biologia Molecular a Heidelberg (Alemanya) en el Departament de Biologia Progressiva, dirigit per Angel Nebreda i Rüdiger Klein, amb els qui va continuar com a part del grup de recerca de l'Institut Max Planck de Neurobiologia a Múnic el 2001.
És professora a Frankfurt del Main des del 2007. També és directora del Departament de Neurobiologia Molecular i Cel·lular a l'Institut de Biologia Cel·lular i Neurociència, i investigadora de la Xarxa de Neurociència del Rin-Main des del 2012.
Acker-Palmer estudia la base molecular de la plasticitat sinàptica i el desenvolupament del sistema nerviós. Examina els receptors del gen efrina B i ha trobat relacions entre el desenvolupament estructural del sistema nerviós i els vasos sanguinis (angiogènesis). Aquesta última pot aplicar-se en l'estudi de les metàstasis dels tumors. També va descobrir que el sistema nerviós i el sistema vascular utilitzen molècules similars i tenen gens comuns.

## Reconeixements
El 2010 va rebre el Premi Paul Ehrlich i Ludwig Darmstaedter per a científics novells. El 2012 va ser reconeguda com a membre de la Leopoldina. El 2014 va ser triada membre de l'Acadèmia Europæa.